# ملكة جمال أمريكا 2011
مسابقة ملكة جمال أمريكا 2011 هي مسابقة ملكة جمال أمريكا الرابعة والثمانين منذ أن عقدت مسابقة ملكة جمال أمريكا الأولى قبل 98 عامًا ، في عام 1921 ، كانت منظمة ملكة جمال أمريكا تحتفل بعيدها التسعين في عام 2011. في نهاية الحدث توجت تيريزا سكانلان من ولا نبراسكا من قبل ملكة جمال أمريكا السابقة

## النتائج

### المراكز النهائية
| النتائج النهائية      | اسم المتنافسة |
| --------------------- | --- |
| ملكة جمال أمريكا 2011 | - نبراسكا - تيريزا سكانلان |
| الوصيفة الأولى        | - أركنساس - اليس ايدي |
| الوصيفة الثانية       | - هاواي - جالي فوسيليه |
| الوصيفة الثالثة       | - واشنطن - جاكي براون |
| الوصيفة الرابعة       | - أوكلاهوما - إيمولي ويست |
| أفضل 10               | - أريزونا - كاثرين بليكلي - كاليفورنيا - أريانا أفسر - ديلاوير - كايلا مارتيل* - كنتاكي - ديوان ترينت** - فرجينيا - كيتلين أوزي |
| أفضل 12               | - نيويورك - كلير بوفى* - تكساس - اشلي ميلنيك                                                                                    |
| أفضل 15               | - أوريغون - ستيفني ستيرز** - رود آيلاند - ديبورا سانت فيل - يوتا - كريستينا لوي                                                 |

* - اختيار أمريكا
** - اختيار المتسابقين